# Биркерёд
Биркерёд (дат. Birkerød — [ˈpiɐ̯kəˌʁøˀð]) — город в Дании с населением 20 823 человека (2020). Находится в коммуне Рудерсдаль в составе области Ховедстаден.

## Географическое положение
Город находится на северной окраине Копенгагена и является частью городского района. От Копенгагена Биркерёд находится на расстоянии 18 км. Окружен несколькими озерами и небольшими лесными массивами.

## Этимология
В 1307 году в книге Esrumbogen на месте современного города упоминается поселение «Березовая поляна» (дат. Birk — «береза» + др.-сканд. ryth — «поляна»), рядом с которой в 1791 году была построена церковь.

## История
Биркерёд известен со времен средневековья как приход в который входили небольшие деревни Биркерёд, Кайерёд, Биструп, Равнснес, Истерёд, Хёстеркёб, Сандбьерг и Убберёд. Биркерёд стал городом в 1868 году, когда железная дорога Нордбанен открыла здесь станцию между Люнгбю и Хельсингёром. Это привело к к быстрому росту нового города и во второй половине XIX века в нём открылось несколько кирпичных заводов. Железнодорожная линия между Копенгагеном и Хиллерёдом позже была преобразована в пригородную линию S-поезда, а в 1940-х годах ускорилось строительство новых жилых кварталов, что со временем привело к слиянию Биркерёда с Биструпом на юге, Кайерёдом на западе и Равнснесом на востоке.

## Города-побратимы
- Гардабайр
- Торсхавн